# Louis Moholo
Louis Moholo (født 10. marts 1940 i Cape Town, død 13. juni 2025) var en sydafrikansk jazztrommeslager. 
Moholo emigrerede til England i 1964, og bosatte sig i London, hvor han spillede med andre sydafrikanere, som boede der, og kom til at præge det engelske jazzmiljø.
Han spillede med Cecil Taylor, Archie Shepp, John Tchicai, Steve Lacy m.fl. 
Moholo spillede i moderne jazzstil og avantgardestil og indspillede et par plader i eget navn. 
Han tog tilbage til Sydafrika i 2005 og spillede fortsat med George Lewis. Han ændrede sit navn til Louis Moholo Moholo.
Moholo døde som 85 årig den 13. juni 2025. 

## Diskografi
- Spirits Rejoice

## Eksterne henvisinger
- Louis Moholo på Allmusic
- Louis Moholo på Discogs
- Louis Moholo på MusicBrainz

- Wikimedia Commons har flere filer relateret til Louis Moholo